# Mateka (Mbinga TC)
Mateka ist ein Verwaltungsbezirk (Ward) des Distrikts Mbinga (TC) in der tansanischen Region Ruvuma.

## Geografie
Mateka liegt im Südwesten von Tansania nordöstlich der Distrikthauptstadt Mbinga. Der Bezirk grenzt im Nordwesten an die zwei Bezirke Mkumbi und Linda des Distrikts Mbinga, im Nordosten an Utiri, im Südosten an die städtischen Bezirke Bethrehemu, Matarawe und Mbambi, im Süden an Luwaita und im Westen an Myangayanga.
Bei der Volkszählung 2022 lebten 5972 Menschen in 1454 Haushalten auf einer Fläche von 44 Quadratkilometern.

## Gliederung
Der Bezirk besteht aus drei Gemeinden (Mtaa) mit 16 Orten (Kitongoji):
| Mateka - Mateka Asili - Beira - Miembeni - Toronto | Lazi - Lazi A - Lazi B - Litelema - Mbambi - Luwilanga | Tanga - Tilaki - Mbugani - Mawiwi - Tanga - Ulingo - Mbulani - Mahoko |